# Thijs Römer
Thijs Römer (Amsterdam, 26 juli 1978) is een Nederlands acteur, producent en scenarioschrijver.

## Loopbaan
Römer begon zijn carrière in het theater, waar hij in 1999 zijn eerste rollen speelde in De Zeven Deugden: Doolhof en Orestes. Hij was medeoprichter van het theatergezelschap Annette Speelt in 2002, samen met collega's van de Amsterdamse Theaterschool, Michel Sluysmans, Niels Croiset, Kristen Denkers en regisseur Christiaan Mooij. Dat jaar maakte hij ook zijn televisiedebuut in de serie Najib en Julia, geregisseerd door Theo van Gogh. Hij speelde in de daaropvolgende jaren in diverse televisieseries, waaronder Hartslag, Meiden van De Wit, Grijpstra & De Gier, Boks en Medea van Theo van Gogh. 
Römer verscheen in 2004 in de films Cool! en 06/05, beide geregisseerd door Theo van Gogh. Voor zijn rol in 06/05 ontving hij een jaar later een Gouden Kalf. Zijn Engelstalige filmdebuut maakte hij in 2007 met Blind Date. Hij was in 2012 en 2013 te zien in het theaterstuk Cloaca, geregisseerd door Gerard Rijnders. In augustus 2013 speelde hij in The Normal Heart, een toneelstuk uit New York dat twee weken te zien was in het DeLaMar theater in Amsterdam. 
Römer verscheen in 2012 op de cover van de homo-editie van het tijdschrift Linda, genaamd L'Homo. Hij was daarop te zien terwijl hij innig tongzoende met acteur Tygo Gernandt. Hij speelde vanaf 2012 de rol van rechercheur Evert Numan in de tv-serie Moordvrouw. Een jaar later ontving hij een Rembrandt Award voor zijn rol in de speelfilm Alles is familie. In datzelfde jaar was hij ook te zien in de speelfilm Daglicht. Samen met zijn toenmalige echtgenote Katja Schuurman en het echtpaar Daan Schuurmans en Bracha van Doesburgh was hij in 2014 te zien in de RTL 4-serie Nieuwe buren, gebaseerd op een boek van Saskia Noort.
Zijn eerste roman, getiteld Weemoedt, publiceerde hij in 2015. Hiervan werd een tiendelige tv-serie gemaakt. In 2019 was hij te zien in de serie Keizersvrouwen en schreef hij mee aan het filmscenario van de bioscoopfilm Baantjer: het begin.

## Persoonlijk

### Familie en huwelijken
Römer is de kleinzoon van Piet Römer, zoon van Peter Römer, broer van Nienke Römer en neef van Paul Römer. In 2006 trouwde hij met de actrice Katja Schuurman, die hij had leren kennen op de set van de tv-serie Medea. Gedurende hun huwelijk gebruikten beiden de dubbele achternaam Römer-Schuurman en in 2010 kregen ze samen een dochter. In 2015 werd de echtscheiding uitgesproken. In 2019 trouwde Römer met balletdanseres Igone de Jongh, die in 2023 de relatie beëindigde.

### Rechtszaak en veroordeling
Römer werd op 8 augustus 2023 voor online zedendelicten met drie minderjarige meisjes veroordeeld tot een celstraf van drie maanden, waarvan twee voorwaardelijk met een proeftijd van twee jaar. Tevens kreeg hij een taakstraf van 240 uur opgelegd, diende hij zijn slachtoffers in totaal 13.600 euro schadevergoeding te betalen en werd hij verplicht zich via de reclassering te laten behandelen om recidive te voorkomen. De rechtbank achtte bewezen dat hij in de periode van november 2015 tot november 2017 drie meisjes van veertien en vijftien jaar oud, onafhankelijk van elkaar, online verleid had om video's naar hem op te sturen van ontuchtige handelingen met zichzelf, alsook diverse naaktfoto's. Römer gaf eind 2024 aan dat hij de schadevergoeding niet kon betalen, waarna de staat deze voorschoot aan de slachtoffers.
Zowel Römer als het Openbaar Ministerie gingen in hoger beroep. Op 1 maart 2024 gaf Römer te kennen alsnog af te zien van een hoger beroep. Daarop legde ook het OM zich neer bij de gerechtelijke uitspraak.

## Filmografie

### Film
- 2004: Cool!, als Rob
- 2004: 06/05, als Jim de Booy
- 2005: Ter Ziele, als Thijs Römer
- 2006: Afblijven, als clipregisseur
- 2007: Blind Date, als de ober
- 2007: Kapitein Rob en het geheim van professor Lupardi, als Kapitein Rob
- 2008: Het wapen van Geldrop, als John (tevens Römers regiedebuut)
- 2009: Malpensa, als Thijs
- 2009: Kus, als Daan
- 2009: Stella's oorlog, als Sander
- 2010: Dik Trom, als Dolf
- 2011: Claustrofobia, als Danny de Koning
- 2011: Razend, als wiskundeleraar Bob van der Steen
- 2012: Alles is familie, als Rutmer de Roover
- 2013: Daglicht, als Peter Benschop
- 2015: Ja, ik wil!, als Jacob de Wit
- 2017: Bella Donna's, als Roel
- 2018: Holiday, als Thomas
- 2018: Spider-Man: Into the Spider-Verse, als Peter B. Parker / Spider-Man (stem)
- 2019: F*ck de Liefde, als Jim

### Televisie
- 2000-2001: Wet & Waan, als Sweder
- 2001: Russen, als Mark van Bergen
- 2002: Spangen, als Arno Emmerich
- 2002-2003: Najib en Julia, als Floris
- 2006: Boks, als Youri van Vlaanderen
- 2004: Ernstige Delicten, als Dave de Jong
- 2003-2005: Meiden van De Wit, als Freek van de Wetering
- 2005-2007: Grijpstra & De Gier, als Van Duyvenbode
- 2005-2006: Medea, als Jason
- 2012-2018: Moordvrouw, als Evert Numan
- 2014-2016: Nieuwe buren, als Steef
- 2015: Dagboek van een callgirl, als Thomas Winkel
- 2016: Weemoedt, als Job Weemoedt
- 2017: Suspects
- 2019: Keizersvrouwen, als Peter 'Beertje' Dolsen
- 2021: Kamp Koekieloekie, aflevering Famke
- 2021-2022: Oogappels, als oom van Pip en Mees
- 2022: Het jaar van Fortuyn, als Kay van de Linde
- 2022: Jos, als David

## Toneel
- 2005-2006: Lucifer, als Belial[9]
- 2012-2013: Cloaca, als Maarten
- 2013-2014: The Normal Heart, als Ben Weeks
- 2018: Blind Date, als Pom
- 2021: Hollandsch Glorie, als Pieter

## Stamboom van de artiestenfamilie Römer
|            |            |            |            |            |            |            |            |            |            |            |            |            |            |            |            |               |               |               |               |               |               |            |            |              |              |              |              |              |              |  |  |             |             |             |             |             |             |  |  |            |            |            |            |            |            |  |  |            |            |            |            |            |            |  |  |  |  |  |  |  |  |  |  |  |  |  |  |  |  |  |  |
|            |            |            |            |            |            |            |            |            |            |            |            |            |            |            |            |               |               |               |               |               |               |            |            |              |              |              |              |              |              |  |  |             |             |             |             |             |             |  |  |            |            |            |            |            |            |  |  |            |            |            |            |            |            |  |  |  |  |  |  |  |  |  |  |  |  |  |  |  |  |  |  |
|            |            |            |            |            |            |            |            |            |            |            |            |            |            | Piet Römer | Piet Römer | Piet Römer    | Piet Römer    | Piet Römer    | Piet Römer    |               |               | Paul Römer | Paul Römer | Paul Römer   | Paul Römer   | Paul Römer   | Paul Römer   |              |              |  |  |             |             |             |             |             |             |  |  |            |            |            |            |            |            |  |  |            |            |            |            |            |            |  |  |  |  |  |  |  |  |  |  |  |  |  |  |  |  |  |  |
|            |            |            |            |            |            |            |            |            |            |            |            |            |            | Piet Römer | Piet Römer | Piet Römer    | Piet Römer    | Piet Römer    | Piet Römer    |               |               | Paul Römer | Paul Römer | Paul Römer   | Paul Römer   | Paul Römer   | Paul Römer   |              |              |  |  |             |             |             |             |             |             |  |  |            |            |            |            |            |            |  |  |            |            |            |            |            |            |  |  |  |  |  |  |  |  |  |  |  |  |  |  |  |  |  |  |
|            |            |            |            |            |            |            |            |            |            |            |            |            |            |            |            |               |               |               |               |               |               |            |            |              |              |              |              |              |              |  |  |             |             |             |             |             |             |  |  |            |            |            |            |            |            |  |  |            |            |            |            |            |            |  |  |  |  |  |  |  |  |  |  |  |  |  |  |  |  |  |  |
|            |            | Anne Römer | Anne Römer | Anne Römer | Anne Römer | Anne Römer | Anne Römer |            |            | Han Römer  | Han Römer  | Han Römer  | Han Römer  | Han Römer  | Han Römer  |               |               |               |               |               |               |            |            | Peter Römer  | Peter Römer  | Peter Römer  | Peter Römer  | Peter Römer  | Peter Römer  |  |  |             |             |             |             |             |             |  |  | Bart Römer | Bart Römer | Bart Römer | Bart Römer | Bart Römer | Bart Römer |  |  | Paul Römer | Paul Römer | Paul Römer | Paul Römer | Paul Römer | Paul Römer |  |  |  |  |  |  |  |  |  |  |  |  |  |  |  |  |  |  |
|            |            | Anne Römer | Anne Römer | Anne Römer | Anne Römer | Anne Römer | Anne Römer |            |            | Han Römer  | Han Römer  | Han Römer  | Han Römer  | Han Römer  | Han Römer  |               |               |               |               |               |               |            |            | Peter Römer  | Peter Römer  | Peter Römer  | Peter Römer  | Peter Römer  | Peter Römer  |  |  |             |             |             |             |             |             |  |  | Bart Römer | Bart Römer | Bart Römer | Bart Römer | Bart Römer | Bart Römer |  |  | Paul Römer | Paul Römer | Paul Römer | Paul Römer | Paul Römer | Paul Römer |  |  |  |  |  |  |  |  |  |  |  |  |  |  |  |  |  |  |
|            |            |            |            |            |            |            |            |            |            |            |            |            |            |            |            |               |               |               |               |               |               |            |            |              |              |              |              |              |              |  |  |             |             |             |             |             |             |  |  |            |            |            |            |            |            |  |  |            |            |            |            |            |            |  |  |  |  |  |  |  |  |  |  |  |  |  |  |  |  |  |  |
| Iris Römer | Iris Römer | Iris Römer | Iris Römer | Iris Römer | Iris Römer |            |            | Kees Prins | Kees Prins | Kees Prins | Kees Prins | Kees Prins | Kees Prins |            |            | Frederik Brom | Frederik Brom | Frederik Brom | Frederik Brom | Frederik Brom | Frederik Brom |            |            | Nienke Römer | Nienke Römer | Nienke Römer | Nienke Römer | Nienke Römer | Nienke Römer |  |  | Thijs Römer | Thijs Römer | Thijs Römer | Thijs Römer | Thijs Römer | Thijs Römer |  |  | Leon Römer | Leon Römer | Leon Römer | Leon Römer | Leon Römer | Leon Römer |  |  |            |            |            |            |            |            |  |  |  |  |  |  |  |  |  |  |  |  |  |  |  |  |  |  |
| Iris Römer | Iris Römer | Iris Römer | Iris Römer | Iris Römer | Iris Römer |            |            | Kees Prins | Kees Prins | Kees Prins | Kees Prins | Kees Prins | Kees Prins |            |            | Frederik Brom | Frederik Brom | Frederik Brom | Frederik Brom | Frederik Brom | Frederik Brom |            |            | Nienke Römer | Nienke Römer | Nienke Römer | Nienke Römer | Nienke Römer | Nienke Römer |  |  | Thijs Römer | Thijs Römer | Thijs Römer | Thijs Römer | Thijs Römer | Thijs Römer |  |  | Leon Römer | Leon Römer | Leon Römer | Leon Römer | Leon Römer | Leon Römer |  |  |            |            |            |            |            |            |  |  |  |  |  |  |  |  |  |  |  |  |  |  |  |  |  |  |